# هفت‌خوان علی‌بابا
هفت‌خوان علی‌بابا فیلمی ایتالیایی در سبک ماجراجویی و محصول سال ۱۹۶۳ است.

## موضوع فیلم
یک جادوگر، علی‌بابا را احضار می‌کند تا تاج مقدس را به سرزمین مجاور ببرد و مردم آنجا را از فرمانروای دیوسرشت رها کند.